# 王权 (元朝)
王权（？—1352年），即布王三。元朝末年襄阳、湘、汉地区红巾军首领，邓州人。

## 生平
开始以贩布为业，人称布王三。至正十一年（1351年），刘福通起义后，王权与方城人张椿等率襄阳地区百姓响应。他率领的红巾军，号北琐红军，与孟海马率领的“南琐红军”相配合作战，众至十万。旋即率军北上，十二月连续攻克唐州（今河南唐河）、邓州（今河南邓州市）、南阳（今河南南阳市）、嵩州（今河南嵩县）、汝州（今河南汝州市）及襄阳（今湖北襄阳市）等地。至正十二年（1352年）二月，王权、张椿攻克澧州。夏，襄阳被元将答失八都鲁攻破，他率千骑西退，中伏，被俘遇害。“北锁红军”随之失败。